# Nashinoki-dōri
Pour les articles homonymes, voir Nashinoki.
Le Nashinoki-dōri (梨木通, Nashinoki-dōri) est une voie du centre-nord de Kyoto, dans l'arrondissement de Kamigyō. Elle débute au Kamidachiuri-dōri et termine à la porte Seiwa'in du Jardin impérial de Kyoto.

## Description

### Situation
Le Nashinoki-dōri est une courte rue étroite de l'est de l'arrondissement de Kamigyō. Il est situé juste à l'ouest du parc du palais impérial, marquant sa limite est, et à l'est du fleuve Kamo. Il commence dans le quartier de Kamimikoshi-chō (上神輿町) et termine dans celui du jardin impérial (京都御苑, Kyōto gyoen). La rue débute au Kamidachiuri-dōri, peu avant Imadegawa-dōri, l'une des principales voie est-ouest du nord de la ville, et termine dans le jardin impérial, devant la porte Seiwa-'in (清和院御門). Elle suit le Teramachi-dōri (en) (寺町通) à l'est et précède le Tōnodan-dōri (塔ノ段通) à l'ouest.
La circulation se fait en sens unique du nord au sud. La rue fait un peu plus de 900 mètres de long, dont les derniers 200 mètres ne sont pas pavés et seulement accessible à pied.

### Voies rencontrées
Du nord au sud, en sens unique. Les voies rencontrées de la droite sont mentionnées par (d), tandis que celles rencontrées de la gauche, par (g). Seules les rues ayant un nom sont listées.
1. Kamidachiuri-dōri (上立売通)
2. Imadegawa-dōri (今出川通)
3. (g) Ishiyakushi-dōri (石薬師通)

- Sources : (ja) Université Ritsumeikan Asia Pacific (en), « 近代京都オーバーレイマップ », sur Art Research Center,‎ 2023 (consulté le 28 octobre 2023).

### Transports en commun
Les bus du réseau d'autobus de Kyoto (ja) ne passent par sur la rue, mais certains arrêts sont proches, dû à sa proximité avec Kawaramachi-dōri. Les arrêts proches sont Furitsu Idaibyōin-mae (府立医大病院前, lignes 3, 4, 17, 37, 59 et 205), Kawaramachi-Imadegawa (河原町今出川, lignes 1, 3, 4, 17, 37, 59, 201, 203 et 205) et Aoibashi-Nishizume (葵橋西詰, lignes 1, 37 et 205). Plus loin, sur Imadegawa, se trouve Dōshisha-mae (同志社前, lignes 59, 201, 203), devant l'université Dōshisha.

## Odonymie
La rue porte aussi le nom Nashinokichō-dōri (梨木町通), littéralement « rue du quartier Nashinoki ». Nashinoki signifie poirier (« arbre 木 » à « poires 梨 »). « Nashinoki » peut aussi être transcrit 梨ノ木, et plus rarement 梨の木 ou 梨之木, le « no » dans « 梨木 » étant prononcé même s'il n'est pas transcrit.
La porte le nom du quartier Nashinoki, nommé en l'honneur d'un grand poirier qui y était auparavant situé,.

## Histoire
La rue correspond à l'avenue Higashi Kyōgoku (東京極大路, Higashi-Kyōgoku-ōji) de la ville impériale Heian-kyō, fondée en 794. L'avenue Higashi Kyōgoku marquait la limite est de la ville impériale. Elle était réputée être un grand boulevard atteignant les 30 mètres de largeur, même si les fouilles archéologiques ont mis au jour une chaussée d'au plus 5 mètres à certains endroits. Quartier de nombreuses résidences de nobles et de membres de la famille impériale, l'avenue disparait après la guerre d'Ōnin (1467-1477). Elle est réaménagée par Toyotomi Hideyoshi à la fin du XVIe siècle et devient le Teramachi-dōri (en) (寺町通), qui signifie « rue du quartier de temples », car beaucoup de temples y avaient été installés. Après l'incendie du Hōei (ja) (宝永の大火), en 1708, la plupart des temples sont déménagés à l'est du Kamo, et le secteur devient un important quartier marchand.
Le Nashinoki-dōri correspond à l'avenue Higashi Kyōgoku entre la porte Seiwa'in et l'ancienne avenue Ichijō (一条大路, Ichijō-ōji), aujourd'hui à une centaine de mètres d'Ishiyakushi-dōri. La nouvelle rue Ichijō ne continue pas à l'est du jardin impérial et cette portion de l'avenue Ichijō n'existe donc plus. Durant l'époque d'Edo (1603-1868), beaucoup de résidences de nobles et d'autres personnalités éminentes dans la capitale étaient installées sur Nashinoki-dōri,,. La rue menait alors de la rue de la porte Ishiyakushi (actuelle Ishiyakushi-dōri) à la rue de la porte Seiwa'in (aujourd'hui partiellement Hirokōji-dōri) au sud et était empruntée par les nobles de la cour se rendant au sanctuaire Nashinoki. Sur la carte de la cour intérieure de 1863 « 内裏圖 », la rue apparaît juste au nord du palais impérial Sentō. Elle précédait alors le Nikaichō-dōri (二階丁通), qui a depuis disparu. On y trouvait notamment la résidence Sanjō (三条殿), ancienne résidence de l'éminente famille Sanjō (ja) (三条家).
En 1869, lorsque l'Empereur déménage à Tokyo, beaucoup de nobles le suivent et ainsi, ces maisons de nobles sont pour la plupart détruites. À son retour dans la vieille capitale en 1877, l'Empereur décrète la création d'une zone de préservation historique autour de l'ancien palais impérial, et des remparts sont construits autour du périmètre du palais. La phase première est terminée en 1883, mais ce n'est qu'en 1915 que l'aménagement complet des jardins est réalisée. Le nom Nashinoki, qui était utilisé pour la portion entre Ishiyakushi et Hirokōji-dōri, a été retiré en 1886, avec l'abolition des noms de quartier et de rues dans le jardin impérial,. Ainsi, l'ancien Nashinoki-dōri disparait et une nouvelle rue du même nom est pavée quelques mètres plus à l'est en dehors de l'enceinte du palais impérial. 
Au XXIe siècle, la rue est paisible et principalement à vocation résidentielle.

## Patrimoine et lieux d'intérêt
Entre Kamidachiuri et Imadegawa, la rue est occupée par plusieurs maisons de ville traditionnelles et quelques magasins. Au sud, on trouve le jardin impérial, qui comprend le palais impérial, du côté ouest, tandis que du côté est se trouvent plusieurs établissements scolaires, des édifices d'appartements modernes ainsi que des établissements religieux.
Au carrefour avec une rue sans nom juste au sud de Kamidachiuri, la rue croise le sanctuaire Sai no Kami no Yashiro (幸神社), où un Dōsojin a été enfermé au début de la période Heian (794-1185).
Au sud d'Ishiyakushi, on trouve notamment la garderie Dōshisha (ja), affiliée à l'université du même nom et l'école primaire Kyōgoku (ja) (京都市立京極小学校).
Au sud, dans l'enceinte du palais impérial, est situé du côté Est le sanctuaire shinto Nashinoki-jinja (ja) (梨木神社).
Au musée d'art moderne de Kyoto, se trouve une aquarelle du peintre de style occidental Yoshio Hasegawa (長谷川 良雄, 1884-1942) représentant un paysage sur la rue.

Quelques lieux d'intérêts
Cour arrière de la garderie Dōshisha
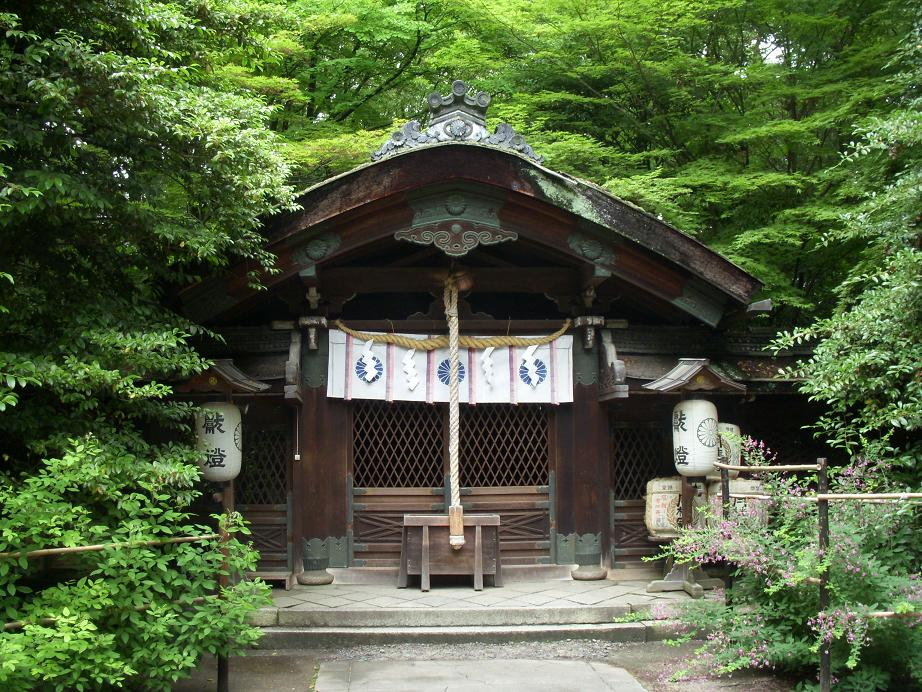
Sanctuaire Nashinoki
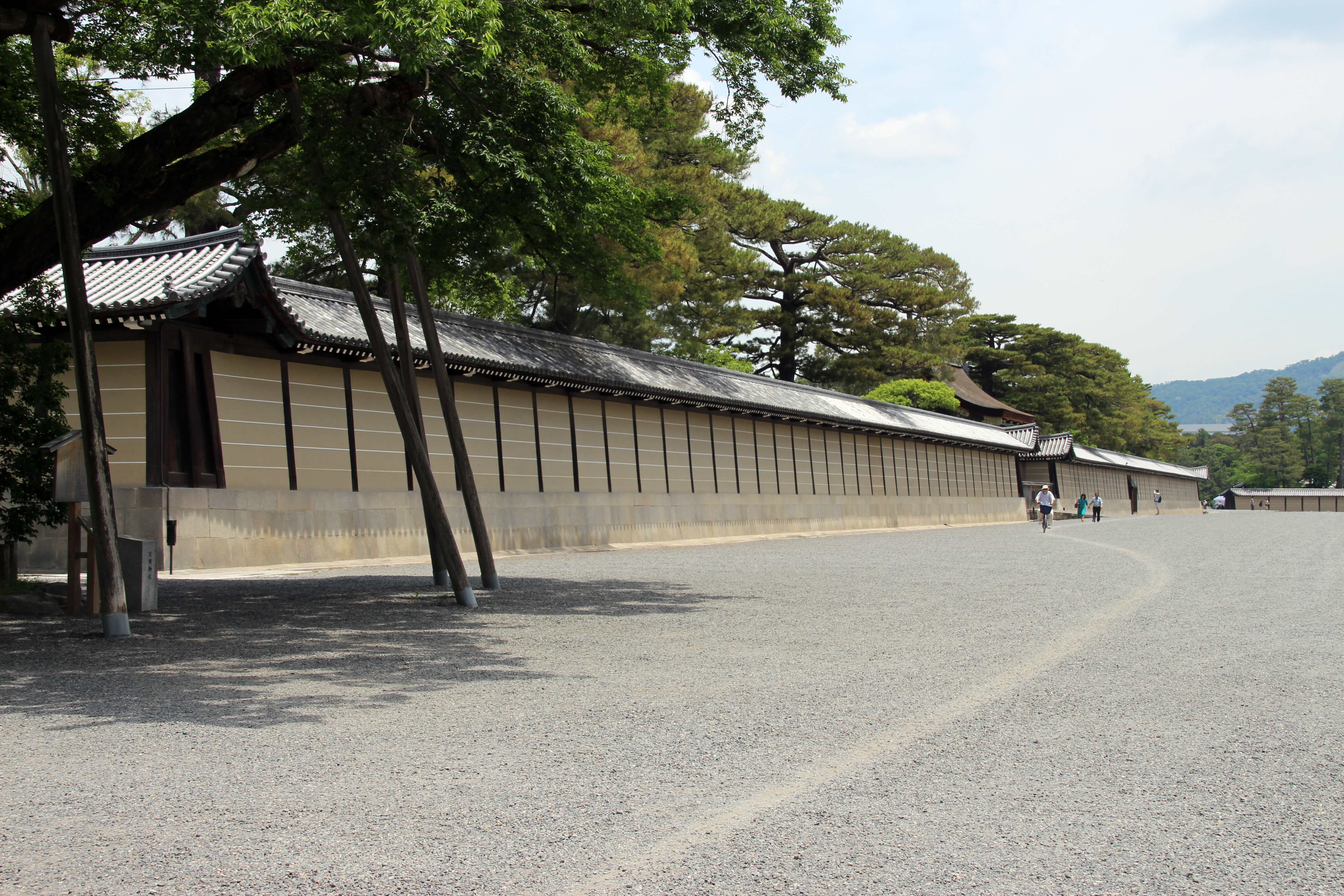
Enceinte intérieure du jardin impérial